# Gare de Pontcharra-sur-Bréda – Allevard
Gare de Pontcharra-sur-Bréda - Allevard – stacja kolejowa w Pontcharra, w departamencie Isère, w regionie Owernia-Rodan-Alpy, we Francji.
Jest zarządzana przez Société nationale des chemins de fer français (SNCF) i obsługiwana przez pociągi TER Rhône-Alpes.

## Położenie
Znajduje się na linii Grenoble – Montmélian, w km 41,393, na wysokości 256 m n.p.m.

## Linie kolejowe
- Grenoble – Montmélian